# WWE Tough Enough
WWE Tough Enough fue un programa de televisión estadounidense, derivado de la WWE.
WWE Tough Enough fue un reality show de lucha libre profesional que fue producida por la WWE, en la que los participantes se someten a entrenamiento de lucha profesional y compiten por un contrato con la WWE. Hubo dos ganadores por temporada durante las primeras tres temporadas, todas las cuales se transmitieron en MTV. Una cuarta competencia se llevó a cabo en 2004, con un solo ganador, que se integró en (en ese momento) a ¡SmackDown!. Como se anunció en octubre de 2010, USA Network, revivió Tough Enough para transmitirlo inmediatamente antes de Raw, partir del 4 de abril de 2011, un día después deWrestleMania XXVII. Las tres primeras temporadas fueron coproducidas con MTV, mientras que el renacimiento es una coproducción con Shed Media. La repeticiones de las transmisiones de la serie revival se  pueden ver en Universal HD y también se han emitido recientemente en Oxygen y G4 .
Los episodios anteriores de Tough Enough están disponibles para ver en WWE Network .

## Temporadas

### Temporada 6 (2015)
A finales de 2014, USA Network anunció que Tough Enough regresaría con una sexta temporada a mediados de 2015. El 15 de enero de 2015, se anunció en el «Critics Association Winter Press», que Paige y Daniel Bryan formarían parte del jurado y que los entrenadores serían Booker T, Lita , Billy Gunn y Hulk Hogan. El espectáculo comenzó a emitirse en directo el 26 de junio de 2015 en el «WWE Perfomance Center» en Orlando, Florida. Los ganadores del concurso, un hombre y una mujer, ganarán un contrato de 250.000 dólares con la WWE.

#### Reparto
| Presentadores - Chris Jericho (anfitrión) - Renee Young (coanfitrión) - The Miz (anfitrión Tough Talk, episodios 1-5) - Byron Saxton (anfitrión Tough Talk, episodio 6-10) | Jurado - Paige - Daniel Bryan - Hulk Hogan (episodios 1-5) - The Miz (episodio 6-10) | Entrenadores - Booker T - Lita - Billy Gunn | Estrellas invitadas - Roman Reigns - Seth Rollins - King Barrett - Natalya - Cesaro - Naomi - Tamina Snuka - Sasha Banks - Sheamus - Titus O'neil - Darren Young - John Cena - Alicia Fox |

#### Concursantes
|               | Nombre              | Lugar de procedencia | Edad    | Estatura       | Peso            | Información         |
| Participantes |                     |                      |         |                |                 |                     |
| ------------- | ------------------- | -------------------- | ------- | -------------- | --------------- | ------------------- |
| Participantes | Josh Bredl          | Colorado             | 24 años | 2,04 m (6′ 8″) | 131 kg (288 lb) | Ganador             |
| Participantes | Sara Lee            | Míchigan             | 22 años | 1,70 m (5′ 7″) | 57 kg (125 lb)  | Ganadora            |
| Participantes | Zamariah «ZZ» Loupe | Luisiana             | 18 años | 1,89 m (6′ 2″) | 127 kg (279 lb) | Finalista           |
| Participantes | Amanda Sacommano    | Nueva York           | 23 años | 1,62 m (5′ 4″) | 54 kg (119 lb)  | Finalista           |
| Participantes | Tanner Saraceno     | Carolina del Norte   | 24 años | 1,85 m (6′ 1″) | 86 kg (189 lb)  | Noveno expulsado    |
| Participantes | Giorgia Piscina     | Queensland           | 21 años | 1,67 m (5′ 6″) | 56 kg (123 lb)  | Octava expulsada    |
| Participantes | Chelsea Green       | Columbia Británica   | 24 años | 1,72 m (5′ 8″) | 56 kg (123 lb)  | Séptima expulsada   |
| Participantes | Mada Abdelhamid     | Los Ángeles          | 27 años | 2,01 m (6′ 7″) | 122 kg (268 lb) | Sexto expulsado     |
| Participantes | Patrick Clark       | Washington           | 19 años | 1,89 m (6′ 2″) | 100 kg (220 lb) | Quinto expulsado    |
| Participantes | Gabi Castrovinci    | Connecticut          | 28 años | 1,64 m (5′ 5″) | 56 kg (123 lb)  | Cuarta expulsada    |
| Participantes | Daria Bernato       | Los Ángeles          | 21 años | 1,73 m (5′ 8″) | 59 kg (130 lb)  | Tercera expulsada   |
| Participantes | Dianna Dahlgren     | Washington           | 25 años | 1,76 m (5′ 9″) | 61 kg (134 lb)  | Abandono voluntario |
| Participantes | Alexander Frekey    | Texas                | 28 años | 1,95 m (6′ 5″) | 113 kg (249 lb) | Segundo expulsado   |
| Participantes | Hank Avery          | Georgia              | 22 años | 1,95 m (6′ 5″) | 122 kg (268 lb) | Primer expulsado    |

#### Estadísticas semanales
| Joshua    | Entra | Nominado  | Salvado   | Salvado        | Salvado   | Nominado  | Salvado   | Salvado   | Salvado   | Nominado  | Ganador   |  |  |  |  |  |  |
| Sara      | Entra | Salvada   | Nominada  | Nominada       | Nominada  | Salvada   | Salvada   | Nominada  | Nominada  | Salvada   | Ganadora  |  |  |  |  |  |  |
| Amanda    | Entra | Salvada   | Salvada   | Salvada        | Salvada   | Salvado   | Nominado  | Salvada   | Salvada   | Salvada   | Finalista |  |  |  |  |  |  |
| ZZ        | Entra | Nominado  | Salvado   | Nominado       | Salvado   | Nominado  | Nominado  | Salvado   | Salvado   | Nominado  | Finalista |  |  |  |  |  |  |
| Tanner    | Entra | Salvado   | Salvado   | Salvado        | Nominado  | Salvado   | Salvado   | Salvado   | Nominado  | Expulsado |           |  |  |  |  |  |  |
| Giorgia   | Entra | Salvada   | Salvada   | Salvada        | Salvada   | Salvado   | Salvado   | Nominado  | Expulsada |           |           |  |  |  |  |  |  |
| Chelsea   |       |           |           |                | Entra     | Salvado   | Salvado   | Expulsada |           |           |           |  |  |  |  |  |  |
| Mada      | Entra | Salvado   | Salvado   | Salvado        | Salvado   | Salvado   | Expulsado |           |           |           |           |  |  |  |  |  |  |
| Patrick   | Entra | Salvado   | Salvado   | Salvado        | Salvado   | Expulsado |           |           |           |           |           |  |  |  |  |  |  |
| Gabi      | Entra | Salvada   | Salvada   | Salvada        | Expulsada |           |           |           |           |           |           |  |  |  |  |  |  |
| Daria     | Entra | Salvada   | Salvada   | Expulsada      |           |           |           |           |           |           |           |  |  |  |  |  |  |
| Dianna    | Entra | Salvada   | Nominada  | Ab. voluntario |           |           |           |           |           |           |           |  |  |  |  |  |  |
| Alexander | Entra | Salvado   | Expulsado |                |           |           |           |           |           |           |           |  |  |  |  |  |  |
| Hank      | Entra | Expulsado |           |                |           |           |           |           |           |           |           |  |  |  |  |  |  |